# Cosmas Silei
Cosmas Silei (ur. 10 września 1948) – kenijski lekkoatleta, średniodystansowiec i płotkarz, mistrz igrzysk afrykańskich, olimpijczyk.

## Kariera sportowa
Odpadł w eliminacjach biegu na 1500 metrów na igrzyskach olimpijskich w 1972 w Monachium.
Zwyciężył w biegu na 800 metrów na igrzyskach afrykańskich w 1973 w Lagos, wyprzedzając swego rodaka Johna Kipkurgata.
Na igrzyskach Brytyjskiej Wspólnoty Narodów w 1974 w Christchurch zajął 5. miejsce w biegu na 400 metrów przez płotki i odpadł w eliminacjach biegu na 1500 metrów.

## Rekordy życiowe
Rekordy życiowe Sileiego:
- bieg na 800 metrów – 1:45,38 (17 stycznia 1973, Lagos)
- bieg na 1500 metrów – 3:39,5 (1 lipca 1972, Kisumu)
- bieg na 400 metrów przez płotki - 50,02 (29 stycznia 1974, Christchurch)